# Польхаген
Польхаген (нем. Pollhagen) — община в Германии, в земле Нижняя Саксония.
Входит в состав района Шаумбург. Подчиняется управлению Нидернвёрен. Население составляет 1195 человек (на 31 декабря 2010 года). Занимает площадь 12,87 км².
| Год  | Население |
| ---- | --------- |
| 1990 | 1249      |
| 1995 | 1316      |
| 2000 | 1300      |
| 2005 | 1234      |
| 2010 | 1203      |